# Mercadotecnia influyente
La mercadotecnia influyente o, más comúnmente, marketing de influencers, es una estategia de márketing en redes sociales que consiste en contratar a personas con una notable influencia sobre ciertos grupos de la sociedad, conocidos como influencers, para que recomienden productos o realicen emplazamientos publicitarios. Gracias a su poder de persuasión, estos influencers han logrado generar colaboraciones entre empresas y marcas, con el fin de influir en las decisiones de compra de su audiencia. 
Los influyentes pueden ser también los compradores potenciales, o pueden ser terceros dentro de la cadena de suministro, como minoristas, fabricantes o incluso influyentes de valor añadido como periodistas, académicos, analistas de la industria, asesores profesionales, entre otros.A lo largo del tiempo, los influencers han atravesado diversas etapas: inicialmente como consumidores y usuarios de redes sociales, llegaron a ejercer un gran poder de marketing, lo que les permitió evolucionar hacia creadores de contenido. Algunos han logrado establecer colaboraciones con diversas marcas o incluso desarrollar sus propias marcas.
La primera aproximación a esta teoría proviene de un clásico de la comunicación,The People´s Choice (Lazarsfeld y Katz), un estudio de 1940 sobre la comunicación política que también se conoce como modelo de flujo de dos pasos, que afirma que la mayoría de las personas están influenciadas por información de segunda mano y líderes de opinión.

## La figura del influenciador
Con la llegada y masificación de las redes sociales, han surgido nuevas formas de trabajo. Una de ellas es la de la  mercadotecnia influyente. Un influenciador de mercadotecnia (en inglés: marketing influencer) es una persona que cuenta con un gran número de seguidores en plataformas como Instagram o YouTube, quienes escuchan sus mensajes, siguen sus recomendaciones y las comparten. Los influencers han ganado cada vez más popularidad y han convertido en una parte fundamental en el comportamiento de los consumidores, gracias al capital de poder humano que han logrado generar con su audiencia. 
Este perfil profesional emergió en el ámbito de los blogs y, con la llegada de las nuevas redes sociales, supieron construir su propia marca personal, transformándose eventualmente en influenciadores de mercadotecnia. 
Los influencers han expandido su presencia a diversos ámbitos, incluyendo la moda, el estilo de vida, el mercado de videojuegos, el consumo y las compras en línea. En particular, en la última década, la mercadotecnia influyente ha cobrado gran relevancia en la industria de los videojuegos, donde compañías regalan copias de juegos o productos para que los youtubers los presenten a su audiencia, promoviendo sus productos de manera accesible y efectiva. Además, han alcanzado un poder significativo como líderes de opinión a través de las diferentes plataformas, llegando a millones de personas. En el ámbito de salud, han abierto nuevas oportunidades para interactuar con sus audiencias, modelando comportamientos saludables, rompiendo tabúes e iniciando conversaciones sobre temas que han sido poco abordados.  Su impacto también se extiende a la política y otros aspectos clave en temas sociales, consolidando su influencia en la toma de decisiones y en la formación de opiniones. 
Los influencers se han consolidado como líderes de opinión en internet dentro de sus respectivos campos, destacándose por transmitir sinceridad, naturalidad y cercanía a sus seguidores. Estos prefieren confiar en sus influencers habituales antes que en la publicidad tradicional o en las páginas web de las marcas, ya que sienten que estos les ofrecen una opinión más confiable y auténtica. Sin embargo, la relación entre influencers y consumidores se ha visto afectada por los recientes cambios en los patrones de consumo. Los consumidores ahora exigen mayor transparencia y responsabilidad tanto de las marcas como de los influencers. 
Es fundamental comprender la evolución de este fenómeno, ya que los avances regulatorios, los esfuerzos educativos dirigidos al público y el aumento del escrutinio por parte de los medios de comunicación han hecho que los consumidores se vuelvan más conscientes de las motivaciones comerciales detrás de las acciones de los influencers. Como resultado, su percepción ha cambiado: ya no los ven únicamente como figuras de entretenimiento, sino como emprendedores que desempeñan un papel clave en la economía digital. 

### Tipos de influenciadores
En este apartado se pueden diferenciar algunos tipos como:
- Personalidades: como su propio nombre indica, se trata de personas que ya son famosas, como actores, deportistas o cantantes, y que tienen una gran cantidad de seguidores. Las marcas se aprovechan de esta visibilidad para presentar sus productos. Este tipo de influencers son conocidos por su habilidad para promover productos de manera indirecta, mediante su estilo de vida, participación en actividades o eventos. Un ejemplo de ello son las fotografías de futbolistas con una marca de ropa o actores publicitando una marca de gafas de sol. Su autenticidad percibida juega un rol clave en la efectividad de la campaña, ya que los seguidores confían más en influencers que parecen genuinos.[5]

- Líderes de opinión: este grupo está compuesto por personas que, de forma orgánica o no, dan a conocer productos que han probado y consideran valiosos, recomendándolos a su audiencia. No se limitan a promocionar productos solo por colaboración con marcas, sino que actúan más como testigos de los productos que consumen y utilizan en su vida diaria. Un ejemplo de esto es el canal de YouTube Pro Android, en el que el creador comparte sus opiniones sobre aplicaciones y juegos. La credibilidad y autenticidad de estos influencers es crucial, ya que la relación genuina con su audiencia puede aumentar la efectividad de sus recomendaciones, especialmente cuando se emplean estrategias de halagos que refuerzan el vínculo emocional.[6]

- Reporteros: este tipo de influenciador está siempre al tanto de las últimas tendencias y se dedica a informar de manera constante a su audiencia. Son conocidos por su rapidez para transmitir novedades y por ofrecer contenido informativo sobre diversos temas, como tecnología, entretenimiento, política, etc. Este tipo de influencer informativo se ha vuelto clave en redes sociales como Twitter o Instagram, donde la rapidez en las actualizaciones es importante.[7]

- Consumidores: este grupo se compone por personas comunes que, aunque no son necesariamente famosas, han ganado visibilidad y seguidores debido a su influencia en la comunidad o su autenticidad en las opiniones sobre productos. Su influencia puede no radicar en el número de seguidores, sino en la conexión genuina que tienen con su audiencia.

## ¿Cómo identificar a un influenciador digital?
Debido a que el concepto de influenciador digital es poco claro, muchas personas u organizaciones podrían autodenominarse influenciadores; así que existen criterios que pueden ayudar a identificar a un influenciador.
- Alcance: se refiere a qué tanta gente puede ver los contenidos a través de las redes sociales; es decir, cuántos seguidores tiene o con cuántas visitas cuenta su blog.
- Relevancia: es la alineación de los contenidos con la temática de interés de la audiencia en determinado momento. Es una condición que depende de la propia sensibilidad, pues lo que es valioso y relevante para unos, no lo es para otros; y puede variar de acuerdo al momento.
- Resonancia: es el efecto dominó de la información —cuántos contenidos valiosos se replican—, el cual determina cuánto tiempo el hilo de la conversación se mantendrá vigente o cuántas personas se sentirán estimuladas a brindar su opinión en torno al tema. En términos prácticos, se visualiza en las interacciones que hay de los seguidores (retuit, comparten el artículo, etc.).

## ¿Por qué en las redes sociales?
El marketing ha evolucionado junto con la era digital, y las redes sociales han evolucionado la forma en que las marcas se conectan con su público. Con miles de millones de usuarios activos en plataformas como Instagram, TikTok y Youtube, estas se han convertido en un canal esencial para las estrategias comerciales. A diferencia de la publicidad tradicional en televisión, que implica costos elevados, colaborar con influencers representa una inversión mucho más accesible con un alto potencial de retorno. Estudios recientes han demostrado que la credibilidad y el profesionalismo de los influencers, junto con la satisfacción de los consumidores en sus interacciones en vivo, influyen significativamente en la interacción de compra, consolidando así el marketing de influencers como una estrategia clave en el panorama digital. 
Por ejemplo, si un influencer con 200,000 seguidores en Instagram recibe un producto de una empresa a cambio de promocionarlo, la marca obtiene una exposición directa ante una audiencia amplia con una inversión mínima. En lugar de depender de la publicidad tradicional, que puede ser costosa y menos efectiva, este enfoque permite que los productos se difundan rápidamente, alcanzando de manera precisa a su público objetivo. 
El crecimiento del comercio en línea ha transformado los hábitos de consumo, y cada vez más personas realizan compras a través de plataformas digitales. Esta tendencia ha llevado a las empresas a destinar mayores recursos a la publicidad en Internet, especialmente en redes sociales como Facebook, Twitter o las ya nombradas Instagram y YouTube. Al aprovechar estos canales, las marcas no solo logran una mayor visibilidad, sino que también fomentan la participación activa y las decisiones de compra entre los consumidores. 

## Influenciadores falsos
Los perfiles de influenciadores falsos se caracterizan por simular métricas como el número de seguidores, de likes y de comentarios a través el uso de técnicas fraudulentas, que incluyen la compra de seguidores y la generación automatizada de interacciones. 
Instagram, por ejemplo, ha cerrado sitios y aplicaciones de terceros que ofrecen servicios de pagos a cuentas individuales para incrementar estas métricas a través de estos métodos de compra fraudulenta. A pesar de estos cierres, las aplicaciones de automatización de Instagram autohospedadas como FollowLiker ignoran las acciones legales de Instagram y continúan prosperando. Recientemente, una agencia de marketing realizó un experimento para probar si las cuentas de influencers falsos pueden generar ganancias, la compañía creó dos cuentas de influencers ficticias de Instagram que crecieron completamente con seguidores y participación (me gusta y comentarios) y se aplicaron a campañas en plataformas populares de marketing de influencia. Publicaron su experimento en línea con una explicación paso a paso de cómo se crean las dos cuentas y las marcas que las patrocinaron.
La existencia de cuentas falsas pone en riesgo la confianza de los consumidores y la efectividad de las campañas de marketing de influencia. Por ejemplo, investigaciones recientes subrayan cómo la percepción de autenticidad es clave para generar conductas prosociales y fomentar la intención de compra, mientras que el engaño o la manipulación pueden deteriorar esa confianza. En este sentido, los niños son un grupo especialmente vulnerable al marketing de influencers, ya que no poseen la capacidad crítica para reflexionar sobre los anuncios que ven en plataformas como YouTube o TikTok, lo que lleva a que su comportamiento de compra pueda estar influenciado de manera no consciente.

## Mercadotecnia influyente como disciplina de la publicidad
La mercadotecnia influyente, se practica cada vez más en un contexto comercial y consta de cuatro actividades principales:
- La identificación de factores de influencia y su clasificación en orden de importancia.
- La publicidad a personas influyentes, para aumentar el conocimiento de la empresa en la comunidad influyente.
- La publicidad a través de personas influyentes, con personas influyentes para aumentar el conocimiento de mercado de la empresa entre los mercados de destino.
- Marketing a través de personas influyentes, convirtiendo a los influyentes en defensores de la firma.

La mercadotecnia influyente se ve reforzada por una actividad de evaluación continua que se encuentra al lado de las cuatro actividades principales.
La mercadotecnia influyente no es sinónimo de la publicidad boca a boca, pero la influencia se puede transmitir de esta manera. Así pues, el boca a boca es una parte fundamental de la mecánica del influenciador en el marketing.
Existen diferencias sustanciales en la definición de lo que es un factor de influencia. Peck define a los influyentes como «terceros que ejercen influencia sobre la organización y sus clientes potenciales». De manera similar, Brown y Hayes definen a un influyente como «un tercero que da forma a la decisión de compra del cliente, pero nunca rendirá cuentas si sale bien o no». Keller y Berry hacen notar que los activistas son personas influyentes y están bien conectados, tienen impacto, una mente inquieta y son pioneros de la moda, aunque este conjunto de atributos está alineado específicamente para los mercados de consumo.
Exactamente lo que se incluye en el marketing influyente depende del contexto (negocio a consumidor [B2C] o negocio a negocio [B2B]) y el medio de transmisión de influencia (en línea o fuera de línea, o ambos). Pero se acepta cada vez más que las empresas están dispuestas a identificar y relacionarse con personas influyentes. Como Keller y Berry hacen notar, «el negocio es trabajar más duro y pagar más para perseguir a las personas que están tratando de ver y escuchar menos sus mensajes». El trabajo de los influyentes es visto como una forma de amplificar los mensajes de publicidad, con el fin de contrarrestar la tendencia creciente de los clientes potenciales de ignorar la comercialización de nuevos productos.

## Pago de los influencers
El marketing de influencia tiende a dividirse en dos sub-prácticas: mercadeo influyente ganado y mercadeo influyente remunerado. El marketing ganado proviene de relaciones no pagas o preexistentes con influencers o contenido de terceros promovido por el influencer para promover su crecimiento social personal. Las campañas de mercadotecnia de influencia pagadas pueden tomar la forma de patrocinio, publicidad previa o mensajes testimoniales y pueden aparecer en cualquier punto del contenido. Los presupuestos varían ampliamente y generalmente se basan en el alcance de la audiencia. 

## Ecosistemas influyentes y roles
Los factores de influencia pueden variar. Los vendedores tradicionalmente se dirigen a los influyentes que son fáciles de identificar, como la prensa, analistas de la industria y ejecutivos de alto perfil. Para la mayoría de las compras B2C, sin embargo, personas influyentes podrían incluir a las personas compradoras y el personal minorista. En las transacciones B2B el valor más alto de la comunidad de personas influyentes puede ser amplio y variado e incluye consultores, reguladores respaldados por el gobierno, los financieros y las comunidades de usuarios.
El analista Michael Speyer señala que, para la pequeña y mediana empresa, «las ventas de electrónica están influenciadas por muchas partes, incluyendo compañeros, consultores, blogueros, y revendedores de tecnología». Informó de que «los fabricantes necesitan identificar y caracterizar a las personas influyentes en su mercado. Esto requiere un programa de identificación de influencia global y el establecimiento de criterios para la clasificación impacto influyente en el proceso de decisión».
Además de una variedad de fuentes influyentes, la influencia puede desempeñar una variedad de papeles en diferentes momentos en un proceso de decisión. Esta idea ha sido desarrollada en marketing influyente por Brown & Hayes.  Se traza cómo y cuándo determinados tipos de factores de influencia afectan el proceso de decisión. Esto entonces permite a los comerciantes atacar selectivamente a personas influyentes en función de su perfil individual de influencia.
La influencia de los blogueros de los medios sociales es un tema de mucha discusión. Esto se trata en gran profundidad en Los nuevos influyentes de Paul Gillin. Brown & Hayes también cubren el tema, pero no están tan convencidos de la importancia del impacto de los medios sociales, especialmente en entornos B2B.